# Harmony OS
HarmonyOS (HMOS) (Hệ điều hành Harmony) (tiếng Trung: 鸿蒙OS; giản thể: 鸿蒙OS; phồn thể: 鴻蒙OS; bính âm Hán ngữ: Hóng Méng OS; bính âm thông dụng: Hóng Méng OS; Việt bính: Mists of Chaos; Yale Quảng Đông: Hùhng Mùhng OS; chú âm phù hiệu: ㄏㄨㄥˊ ㄇㄥ) là hệ điều hành phân tán do Huawei phát triển cho điện thoại thông minh, máy tính bảng, TV thông minh, đồng hồ thông minh, máy tính cá nhân và các thiết bị thông minh khác. Hệ điều hành này có thiết kế microkernel với một khuôn khổ duy nhất: hệ điều hành sẽ chọn các hạt nhân phù hợp từ lớp trừu tượng trong trường hợp các thiết bị sử dụng nhiều tài nguyên khác nhau.
HarmonyOS được Huawei chính thức ra mắt và lần đầu tiên được sử dụng trong TV thông minh Honor vào tháng 8 năm 2019. Sau đó, nó được sử dụng trong bộ định tuyến không dây Huawei, IoT vào năm 2020, tiếp theo là điện thoại thông minh, máy tính bảng và đồng hồ thông minh từ tháng 6 năm 2021.
Hệ điều hành ban đầu dựa trên mã từ Android Open Source Project (AOSP) và hạt nhân Linux; nhiều ứng dụng Android có thể được sideload trên HarmonyOS.
Phiên bản HarmonyOS tiếp theo được gọi là HarmonyOS NEXT. HarmonyOS NEXT được công bố vào ngày 4 tháng 8 năm 2023 và chính thức ra mắt vào ngày 22 tháng 10 năm 2024. Nó thay thế hệ thống đa hạt nhân OpenHarmony bằng hạt nhân HarmonyOS riêng của nó ở lõi, loại bỏ tất cả mã Android và chỉ hỗ trợ các ứng dụng ở định dạng .App gốc của nó.

## Kiến trúc
HarmonyOS được thiết kế với kiến trúc nhiều lớp, bao gồm bốn lớp; lớp nhân ở dưới cùng cung cấp ba lớp trên cùng, tức là lớp dịch vụ hệ thống, lớp framework và lớp ứng dụng, với các khả năng nhân cơ bản, chẳng hạn như quản lý quy trình và luồng, quản lý bộ nhớ, hệ thống tệp, quản lý mạng và quản lý ngoại vi.
Lớp nhân kết hợp một hệ thống con chứa HarmonyOS kernel dựa trên microkernel với Rich Executed Environment (REE), phục vụ cho nhiều thiết bị thông minh khác nhau. Tùy thuộc vào loại thiết bị, có thể chọn các nhân khác nhau; ví dụ, tương tự như OpenHarmony cơ bản nhưng chỉ có một hạt nhân, các hệ thống nhẹ được chọn cho các thiết bị công suất thấp như đồng hồ và thiết bị IoT để thực thi các ứng dụng HarmonyOS nhẹ, trong khi các thiết bị có bộ nhớ lớn như điện thoại di động, máy tính bảng và PC sử dụng hệ thống tiêu chuẩn. Khung ứng dụng kép đã được thay thế bằng khung ứng dụng đơn trong HarmonyOS Next, chỉ hỗ trợ các ứng dụng HarmonyOS gốc có định dạng APP.
Hệ thống bao gồm một cơ sở giao tiếp có tên là DSoftBus để tích hợp các thiết bị riêng biệt về mặt vật lý vào một Siêu thiết bị ảo, cho phép một thiết bị điều khiển các thiết bị khác và chia sẻ dữ liệu giữa các thiết bị có khả năng giao tiếp phân tán.  "Để giải quyết các mối lo ngại về bảo mật" phát sinh từ các thiết bị khác nhau, hệ thống cung cấp một microkernel Trusted Execution Environment (TEE) dựa trên phần cứng để ngăn chặn rò rỉ dữ liệu cá nhân nhạy cảm khi chúng được lưu trữ hoặc xử lý.
Nó hỗ trợ một số dạng ứng dụng, bao gồm các ứng dụng gốc có thể được cài đặt từ AppGallery, các ứng dụng Quick không cần cài đặt và Meta Services nhẹ mà người dùng có thể truy cập trên nhiều thiết bị khác nhau.

### Android fork
Khi ra mắt hệ điều hành này, Huawei tuyên bố rằng HarmonyOS có kế hoạch trở thành một hệ điều hành phân tán dựa trên microkernel, hoàn toàn khác với Android và iOS về thị trường mục tiêu hướng đến Internet vạn vật. Sau đó, một người phát ngôn của Huawei tuyên bố rằng HarmonyOS hỗ trợ đa nhân và sử dụng nhân Linux nếu thiết bị có dung lượng RAM lớn và công ty đã tận dụng một số lượng lớn tài nguyên nguồn mở của bên thứ ba, bao gồm nhân Linux với API POSIX dựa trên OpenHarmony, làm nền tảng để đẩy nhanh quá trình phát triển ngăn xếp hệ thống thống nhất của mình thành một hệ điều hành phân tán, dựa trên microkernel và và có khả năng thích ứng trong tương lai chạy trên nhiều thiết bị.
Khi ra mắt với tư cách là hệ điều hành cho điện thoại thông minh vào năm 2021, tuy nhiên, Ars Technica đã đồn đại rằng HarmonyOS là "phiên bản đổi tên của Android và EMUI" với "code base gần như giống hệt nhau". Sau khi phát hành bản beta HarmonyOS 2.0, Ars Technica và XDA Developers cho rằng "phiên bản smartphone của hệ điều hành này đã được phân nhánh từ Android 10". Ars Technica cáo buộc rằng nó giống với phần mềm EMUI hiện có được sử dụng trên các thiết bị Huawei, nhưng tất cả các tham chiếu đến "Android" đều được thay thế bằng "HarmonyOS". Người ta cũng lưu ý rằng phần mềm DevEco Studio dựa trên IntelliJ IDEA IDE nguồn mở của JetBrains "chia sẻ các thành phần và chuỗi công cụ" với Android Studio.
Khi thử nghiệm MatePad Pro mới vào tháng 6 năm 2021, Android Authority và The Verge cũng quan sát thấy những điểm tương đồng về "hành vi", bao gồm khả năng cài đặt ứng dụng từ file APK Android trên máy tính bảng chạy HarmonyOS và chạy ứng dụng apk trứng phục sinh Android 10, khẳng định lại những tin đồn trước đó.

## Lịch sử

### Phát triển ban đầu
Các báo cáo xung quanh hệ điều hành nội bộ do Huawei phát triển có từ năm 2012 trong giai đoạn R&D với hệ thống HarmonyOS NEXT có từ năm 2015. Những báo cáo này càng gia tăng trong cuộc chiến thương mại Trung-Mỹ, sau khi Bộ Thương mại Mỹ bổ sung Huawei vào Danh sách các thực thể vào tháng 5 năm 2019 với cáo trạng rằng công ty này đã cố tình xuất khẩu hàng hóa, công nghệ và dịch vụ có nguồn gốc từ Mỹ sang Iran, vi phạm lệnh trừng phạt. Điều này cấm các công ty có trụ sở tại Mỹ làm ăn với Huawei mà không có giấy phép từ chính phủ trước. Giám đốc điều hành của Huawei Yu Chengdong đã mô tả một nền tảng nội bộ là "kế hoạch B" trong trường hợp công ty này không được sử dụng Android trên các sản phẩm điện thoại thông minh trong tương lai do lệnh trừng phạt.
Trước khi ra mắt, ban đầu người ta suy đoán rằng đây là hệ điều hành di động có thể thay thế Android trên các thiết bị Huawei trong tương lai. Vào tháng 6 năm 2019, một giám đốc điều hành của Huawei đã nói với Reuters rằng hệ điều hành này đang được thử nghiệm tại Trung Quốc và có thể sẵn sàng "trong vài tháng", nhưng đến tháng 7 năm 2019, một số giám đốc điều hành của Huawei đã mô tả hệ điều hành này là hệ điều hành nhúng được thiết kế cho phần cứng IoT, bác bỏ các tuyên bố trước đó cho rằng đây là hệ điều hành di động.
Một số cơ quan truyền thông đưa tin rằng hệ điều hành này, được gọi là "Hongmeng", có thể được phát hành tại Trung Quốc vào tháng 8 hoặc tháng 9 năm 2019, với bản phát hành trên toàn thế giới vào quý 2 năm 2020.  Vào ngày 24 tháng 5 năm 2019, Huawei đã đăng ký "Hongmeng" làm nhãn hiệu tại Trung Quốc.  Tên "Hongmeng" (giản thể: 鸿蒙; phồn thể: 鴻蒙; nghĩa đen 'Hồng Mông') bắt nguồn từ thần thoại Trung Quốc tượng trưng cho sự hỗn loạn nguyên thủy của thế giới trước khi sáng tạo. Cùng ngày, Huawei đã đăng ký nhãn hiệu xung quanh "Ark OS" và các biến thể với Văn phòng Sở hữu Trí tuệ Liên minh Châu Âu. Vào tháng 7 năm 2019, có thông tin cho rằng Huawei cũng đã đăng ký nhãn hiệu xung quanh từ "Harmony" cho phần mềm hệ điều hành máy tính để bàn và thiết bị di động, chỉ ra một tên khác hoặc một thành phần của hệ điều hành.

### Chuyển đổi khung
Các phiên bản đầu của HarmonyOS, bắt đầu từ phiên bản 1.0, sử dụng hệ thống con "kernel abstraction layer" (KAL) để hỗ trợ kiến trúc đa hạt nhân. Điều này cho phép các nhà phát triển chọn các hạt nhân hệ điều hành khác nhau dựa trên các tài nguyên có sẵn trên mỗi thiết bị. Đối với các thiết bị có công suất thấp như thiết bị đeo được và đồng hồ thông minh GT của Huawei, HarmonyOS sử dụng hạt nhân LiteOS thay vì Linux. Nó cũng tích hợp SDK LiteOS cho các ứng dụng TV và đảm bảo khả năng tương thích với các ứng dụng Android thông qua Ark Compiler và phương pháp tiếp cận khung kép. Nhánh mã nguồn L0-L2 ban đầu của HarmonyOS 1.0 đã được đóng góp cho OpenAtom Foundation để đẩy nhanh quá trình phát triển hệ thống.
HarmonyOS 2.0 giới thiệu phiên bản sửa đổi của mã nguồn L3-L5 của OpenHarmony, mở rộng khả năng tương thích của nó trên điện thoại thông minh và máy tính bảng. Bên dưới hệ thống con kernel abstraction layer (KAL), HarmonyOS sử dụng hạt nhân Linux và codebase AOSP. Thiết lập này cho phép các file APK Android và App Bundle (AAB) chạy gốc, tương tự như các thiết bị Huawei EMUI cũ hơn, mà không cần quyền truy cập gốc
Ngoài ra, HarmonyOS hỗ trợ các ứng dụng gốc được đóng gói cho Huawei Mobile Services thông qua Ark Compiler, tận dụng khuôn khổ OpenHarmony trong cấu trúc khuôn khổ kép của nó tại Lớp dịch vụ hệ thống. Cấu hình này cho phép hệ điều hành chạy các ứng dụng được phát triển bằng API HarmonyOS bị hạn chế
Cho đến khi phát hành HarmonyOS 5.0.0, được gọi là HarmonyOS NEXT 5, sử dụng microkernel của nó trong một khuôn khổ duy nhất, thay thế phương pháp tiếp cận khuôn khổ kép của hệ điều hành cho các thiết bị HarmonyOS của Huawei bằng cơ sở mã AOSP.

### Phát hành
Ngày 9 tháng 8 năm 2019, Huawei chính thức công bố HarmonyOS tại lễ khai mạc hội nghị các nhà phát triển của họ ở , Quảng Đông. Huawei miêu tả Harmony như một hệ điều hành nguồn mở, dựa trên microkernel cho các loại phần cứng khác nhau, với khả năng giao tiếp giữa các tiến trình nhanh hơn so với microkernel QNX hay "Fuchsia" của Google, và phân bổ tài nguyên theo thời gian thực. Trình biên dịch ARK có thể được sử dụng để chuyển các gói APK Android sang HarmonyOS. Huawei tuyên bố rằng các nhà phát triển sẽ có thể "linh hoạt" triển khai phần mềm HarmonyOS trên nhiều loại thiết bị khác nhau; công ty tập trung chủ yếu vào các thiết bị IoT, bao gồm màn hình thông minh, thiết bị thông minh và hệ thống giải trí trong xe hơi. Rõ ràng, Huawei không định vị HarmonyOS chỉ đơn thuần là một hệ điều hành cho điện thoại di động.
Ngày 9 tháng 8 năm 2019, ba tháng sau lệnh cấm của Danh sách các thực thể, Huawei đã công khai ra mắt HarmonyOS, mà Huawei cho biết họ đã làm việc từ năm 2012, tại hội nghị các nhà phát triển đầu tiên của mình ở Dongguan. Huawei mô tả HarmonyOS là một hệ điều hành phân tán tự do, dựa trên microkernel cho nhiều loại phần cứng khác nhau. Công ty tập trung chủ yếu vào các thiết bị IoT, bao gồm TV thông minh, thiết bị đeo được và hệ thống giải trí trên ô tô, và không định vị rõ ràng HarmonyOS là một hệ điều hành di động.
HarmonyOS 2.0 ra mắt tại Hội nghị nhà phát triển Huawei vào ngày 10 tháng 9 năm 2020. Huawei thông báo rằng họ có ý định tung ra hệ điều hành này trên điện thoại thông minh của mình vào năm 2021. Bản beta dành cho nhà phát triển đầu tiên của HarmonyOS 2.0 đã được tung ra vào ngày 16 tháng 12 năm 2020. Huawei cũng đã phát hành DevEco Studio IDE, dựa trên IntelliJ IDEA và trình giả lập đám mây dành cho các nhà phát triển trong giai đoạn truy cập sớm.
Huawei chính thức phát hành HarmonyOS 2.0 và tung ra các thiết bị mới được cài sẵn hệ điều hành này vào tháng 6 năm 2021, đồng thời bắt đầu triển khai các bản nâng cấp hệ thống cho các điện thoại cũ của Huawei cho người dùng theo từng giai đoạn.
Ngày 27 tháng 7 năm 2022, Huawei đã ra mắt HarmonyOS 3, mang đến trải nghiệm được cải thiện trên nhiều thiết bị như điện thoại thông minh, máy tính bảng, máy in, ô tô và TV. Công ty cũng đã ra mắt Petal Chuxing, một ứng dụng gọi xe chạy trên phiên bản mới của hệ điều hành.
Ngày 29 tháng 6 năm 2023, Huawei đã ra mắt bản first developer beta của HarmonyOS 4. Ngày 4 tháng 8 năm 2023, Huawei chính thức công bố và phát hành HarmonyOS 4 dưới dạng bản beta công khai. Ngày 9 tháng 8, công ty đã triển khai hệ điều hành này trên 34 thiết bị điện thoại thông minh và máy tính bảng Huawei hiện có khác nhau—mặc dù là bản dựng beta công khai. Cùng với HarmonyOS 4, Huawei cũng đã công bố ra mắt HarmonyOS NEXT, đây là phiên bản HarmonyOS "thuần túy", không có thư viện Android và do đó không tương thích với các ứng dụng Android sau khi hội tụ phần mềm.
Vào ngày 18 tháng 1 năm 2024, Huawei đã công bố thương mại hóa HarmonyOS NEXT với bản phát hành Galaxy Stable sẽ bắt đầu vào quý 4 năm 2024 dựa trên phiên bản OpenHarmony 5.0 (API 12) sau OpenHarmony 4.1 (API 11) dựa trên Q2 Developer Beta sau khi phát hành quyền truy cập công khai dành cho nhà phát triển HarmonyOS NEXT Developer Preview 1 đã nằm trong tay các đối tác phát triển hợp tác khép kín kể từ khi ra mắt vào tháng 8 năm 2023. Hệ thống mới của phiên bản HarmonyOS 5 sắp ra mắt đã thay thế hệ thống hội tụ khung kép đa nhân HarmonyOS cho ngăn xếp hệ thống thống nhất của hệ sinh thái ứng dụng thống nhất cho các thiết bị tiêu dùng thương mại của Huawei.
Vào ngày 11 tháng 3 năm 2024, Huawei đã công bố đợt tuyển dụng sớm cho phiên bản trải nghiệm thử nghiệm mới của bản cập nhật phần mềm Huawei HarmonyOS 4 bao gồm các cải tiến về hiệu suất, trải nghiệm người dùng tinh thuần túy và tốt hơn. HarmonyOS phiên bản 4.0.0.200 (C00E200R2P7) của phần mềm đã được triển khai dần dần vào ngày 12 tháng 3 năm 2024.
Ngày 11 tháng 4 năm 2024, có thông tin cho biết Huawei đã mở đăng ký và triển khai bản beta công khai của HarmonyOS 4.2 cho 24 thiết bị. Cùng ngày, công ty đã công bố phiên bản hệ điều hành HarmonyOS 5.0 sắp ra mắt của phiên bản Galaxy Edition theo hệ thống HarmonyOS NEXT, lần đầu tiên sẽ được phát hành dưới dạng chương trình beta mở cho các nhà phát triển và người dùng tại Hội nghị nhà phát triển Huawei thường niên vào tháng 6 năm 2024 trước khi phát hành cho người tiêu dùng thương mại vào quý 4 với điện thoại hàng đầu Mate 70 sắp ra mắt, cùng với các thiết bị hệ sinh thái khác.
Ngày 18 tháng 4 năm 2024, dòng sản phẩm chủ lực Huawei Pura 70 đã nhận được bản cập nhật HarmonyOS 4.2.0.137 sau khi phát hành.
Ngày 17 tháng 4 năm 2024, chủ tịch Huawei Eric Xu đã tiết lộ kế hoạch đưa hệ thống HarmonyOS NEXT gốc cho HarmonyOS thế hệ tiếp theo ra thị trường toàn cầu như trọng tâm của công ty tại Hội nghị thượng đỉnh các nhà phân tích của Huawei năm 2024 (HAS 2024) với báo chí Trung Quốc và quốc tế, được nhiều hãng thông tấn quốc tế đưa tin vào ngày 22 tháng 4 năm 2024.
Ngày 17 tháng 5 năm 2024, trong sự kiện Ngày dành cho nhà phát triển HarmonyOS (HDD), Huawei đã công bố bản nâng cấp HarmonyOS với nền tảng HarmonyOS NEXT mới sẽ bắt đầu được sử dụng thương mại vào tháng 9 với hơn 800 triệu thiết bị và 4.000 ứng dụng đang được sử dụng, hướng đến mục tiêu 5.000 ứng dụng khi ra mắt
Ngày 21 tháng 6 năm 2024, trong bài phát biểu quan trọng tại Hội nghị nhà phát triển Huawei (HDC), Huawei đã công bố HarmonyOS NEXT Developer Beta dành cho các nhà phát triển đã đăng ký và 3.000 người dùng tiên phong trên các mẫu máy giới hạn như Huawei Mate 60 Series, Huawei Mate X5 Series và máy tính bảng Huawei MatePad Pro 13.2. Phiên bản beta dành cho người tiêu dùng dự kiến sẽ được phát hành vào tháng 8 năm 2024 trong khi bản dựng ổn định sẽ có sẵn vào quý 4 năm 2024. Trong hội nghị, Huawei trước đây đã công bố ngôn ngữ lập trình Cangjie nội bộ cho hệ thống gốc mới cùng với việc phát hành chương trình tuyển dụng Developer Preview Beta.
Ngày 22 tháng 10 năm 2024, tại sự kiện Huawei HarmonyOS Next, chính thức tiết lộ rằng thương hiệu HarmonyOS NEXT 5 "thuần chủng" chuyển sang HarmonyOS 5, được tích hợp dưới dạng phiên bản HarmonyOS 5.0.0, cho bản beta công khai với các bản mở rộng năm 2025. Trước các thiết bị hàng đầu có bản dựng ổn định sẽ được nhà máy sản xuất vào tháng 11.

## Thiết bị
Huawei tuyên bố rằng HarmonyOS ban đầu sẽ được sử dụng trên các thiết bị bán tại thị trường Trung Quốc. Thương hiệu con của công ty, Honor, đã tiết lộ dòng TV thông minh Honor Vision là thiết bị điện tử tiêu dùng đầu tiên chạy HarmonyOS.

## HarmonyOS NEXT

Kiến trúc HarmonyOS NEXT

Ngày 4 tháng 8 năm 2023, tại Hội nghị các nhà phát triển Huawei 2023 (HDC), Huawei đã chính thức công bố HarmonyOS NEXT, phiên bản hệ thống tiếp theo của HarmonyOS, chỉ hỗ trợ các ứng dụng APP gốc thông qua Ark Compiler với Huawei Mobile Services (HMS) và chấm dứt hỗ trợ cho các ứng dụng apk Android.
Được xây dựng trên phiên bản tùy chỉnh của OpenHarmony, hệ thống độc quyền HarmonyOS NEXT có nhân microkernel HarmonyOS làm lõi với một khuôn khổ duy nhất, tách biệt khỏi nhân Linux chung và hướng đến mục tiêu thay thế HarmonyOS đa nhân hiện tại.
Trong số hơn 200 nhà phát triển đầu tiên, McDonald's và KFC tại Trung Quốc đã trở thành hai trong số những công ty thực phẩm đa quốc gia đầu tiên áp dụng HarmonyOS Next.

## Thương hiệu
Tháng 5 năm 2019, Huawei đã nộp đơn đăng ký nhãn hiệu "Hongmeng" thông qua Văn phòng Sáng chế Trung Quốc (CNIPA), nhưng đơn đã bị từ chối theo Điều 30 của Luật Nhãn hiệu Cộng hòa Nhân dân Trung Hoa, với lý do nhãn hiệu này tương tự như "CRM Hongmeng" về thiết kế đồ họa và "Hongmeng" theo tiếng Trung.
Chưa đầy một tuần trước khi Huawei ra mắt HarmonyOS 2.0 và các thiết bị mới, Tòa án Sở hữu Trí tuệ Bắc Kinh đã công bố phán quyết sơ thẩm vào tháng 5 năm 2021 để duy trì quyết định của CNIPA vì nhãn hiệu này không đủ khả năng phân biệt về các dịch vụ được chỉ định.
Tuy nhiên, có thông tin cho biết nhãn hiệu đã chính thức được chuyển giao từ Huizhou Qibei Technology sang Huawei vào cuối tháng 5 năm 2021.
Ngày 22 tháng 10 năm 2024, có thông tin cho biết Huawei đã nộp đơn đăng ký hơn 400 nhãn hiệu liên quan đến HarmonyOS tại Trung Quốc.